# Bachem Ba 349
De Bachem Ba 349 Natter was een Duits onderscheppingsvliegtuig dat in de jaren veertig door Erich Bachem werd ontworpen.  

## Achtergrond
Tegen het einde van de Tweede Wereldoorlog werden, zowel 's nachts als overdag, strategische bommenwerpers op grote schaal ingezet om de Duitse steden en industrie te bombarderen. De Duitsers hadden behoefte aan een snelle onderscheppingsjager die het moest opnemen tegen deze bommenwerpers. De Natter moest in die behoefte voorzien.

## Beschrijving
Bij de vervaardiging van het raketvliegtuig werd zo veel mogelijk hout gebruikt, een van de weinige grondstoffen die aan het einde van de oorlog niet schaars was. Verder moest het toestel geschikt zijn voor minder ervaren piloten.  
De Natter werd verticaal gelanceerd met behulp van een lanceertoren en aangedreven door een raketmotor gevoed met C- en T-Stoff. Deze raketmotor was ontwikkeld door de Hellmuth Walter. Aan de romp waren vier extra 'boosters' aangebracht. De neus van het vliegtuig bevatte ongeleide raketten die in een enkel salvo werden afgevuurd. De piloot en het achterdeel van het vliegtuig keerden na afloop van de vlucht aan een parachute terug op de grond.
De eerste bemande vlucht werd gemaakt op 1 maart of 28 februari 1945, de testpiloot overleefde deze vlucht niet. In totaal zijn er 36 exemplaren van het toestel gebouwd, maar de Natter is nooit ingezet.
In het Deutsches Museum in München is een reconstructie te zien.

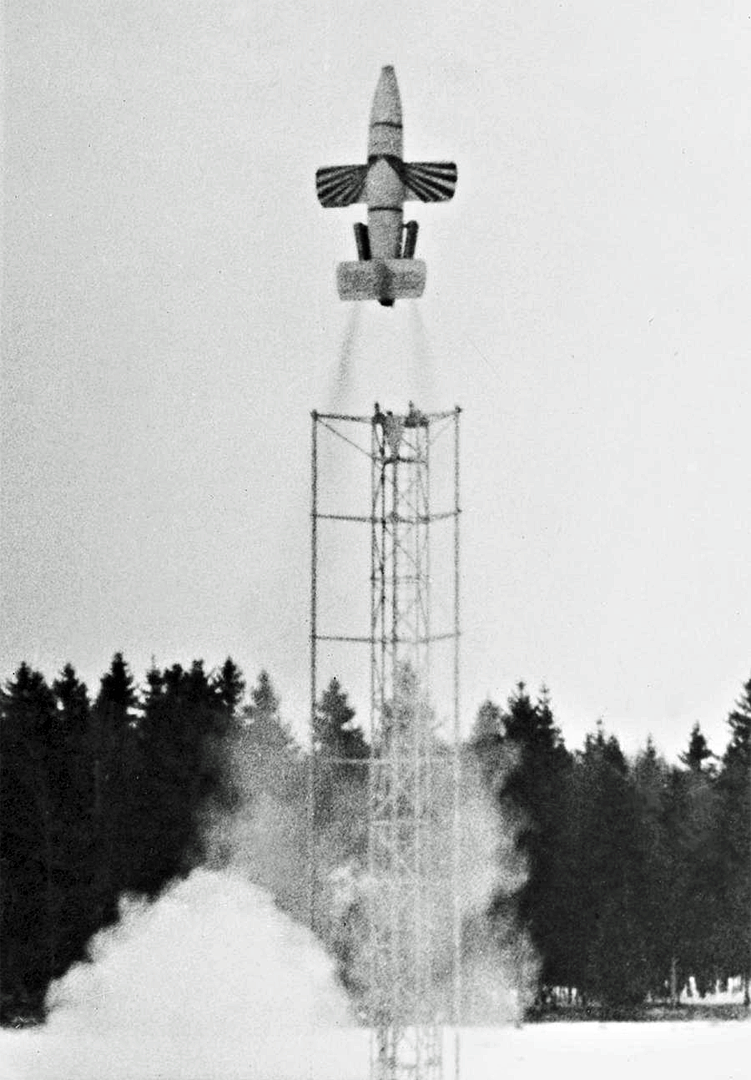
Een onbemand Bachem Ba 349-prototype wordt gelanceerd, 1944

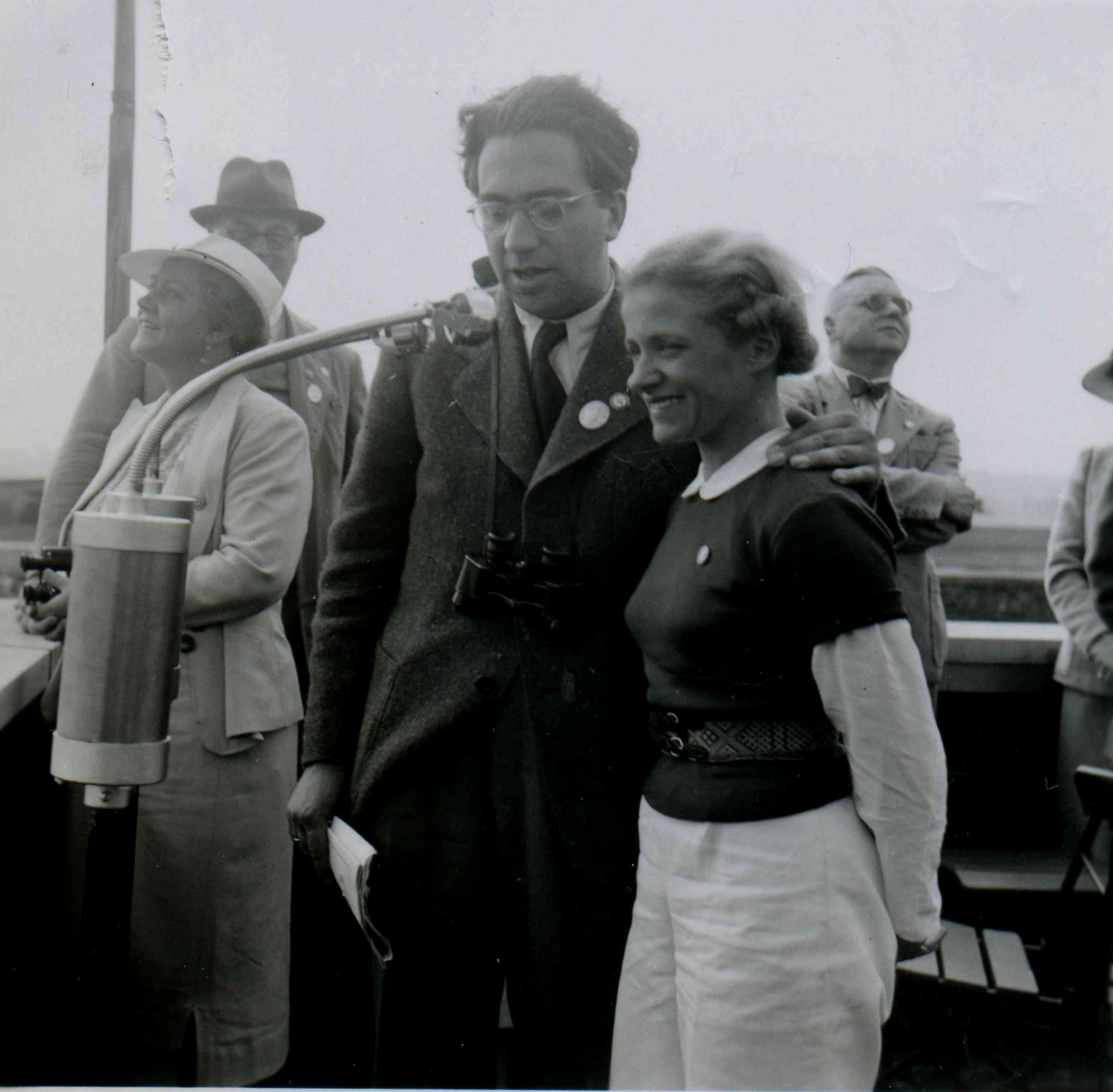
Testpilote Hanna Reitsch en de ontwerper Erich Bachem (links) in 1938.